# Hipertelorismo
El hipertelorismo es una anomalía que consiste en el aumento de la distancia que separa dos órganos gemelos, existe hipertelorismo mamario, por ejemplo, cuando la separación entre las dos mamas está aumentada, e hipertelorismo ocular cuando la distancia entre los dos ojos es mayor de lo normal. Lo más habitual es que el término designe al hipertelorismo ocular.

## Hipertelorismo ocular
Se define como un aumento en la distancia que separa las paredes internas de la órbita derecha e izquierda. En un adulto normal esta distancia oscila entre 23 y 28 mm. 
Los pacientes que presentan hipertelorismo ocular tienen los ojos más separados de lo normal, y la distancia entre las dos pupilas está aumentada. El hipertelorismo ocular es un signo que puede constituir la manifestación de otra enfermedad o aparecer en numerosos síndromes acompañando a anomalías diversas.

### Enfermedades que pueden cursar con hipertelorismo ocular
- Disostosis acrofrontofacionasal
- Embriofetopatía por ácido retinoico
- Síndrome de Aarskog-Scott
- Síndrome de Alagille
- Síndrome de Apert
- Síndrome nasodigitoacústico
- Síndrome de Coffin-Lowry
- Síndrome de Cohen[3]
- Síndrome de Crouzon
- Síndrome de Edwards
- Síndrome de DiGeorge
- Síndrome de Hajdu Cheney
- Síndrome LEOPARD
- Síndrome del maullido del gato[2]
- Síndrome de Miller-Dieker
- Neurofibromatosis
- Síndrome de Pallister-Killian
- Síndrome de Smith-Magenis
- Síndrome de Waardenburg
- Síndrome de Wolf-Hirschhorn
- Síndrome de Zellweger